# Alambre

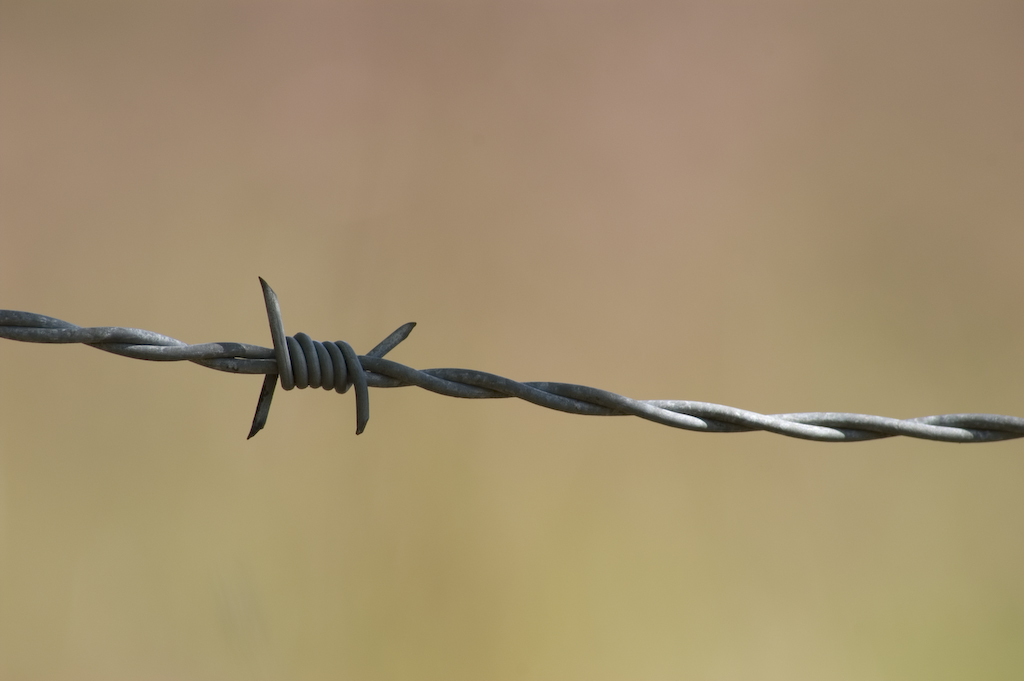
Alambre de espino.

Se denomina alambre (del latín aerāmen, -ĭnis «bronce») genéricamente a todo aquel filamento flexible hecho de algún metal. Se suele formar trefilando el hilo de metal a través de un orificio en un troquel o placa de trefilado, aprovechando la propiedad de la «ductilidad» —característica inherente a los metales—. Los principales elementos para la producción de alambre son: hierro, cobre, latón, plata, aluminio, entre otros. Sin embargo, antiguamente se llamaba alambre al cobre y sus aleaciones de bronce y latón. Los calibres de alambre tienen varios tamaños estándar, expresados en términos de número de calibre o área de sección transversal.
Los cables se utilizan para soportar cargas estructurales, a menudo en forma de cables metálicos. En electricidad y señales de telecomunicaciones, un "alambre" puede referirse a un cable eléctrico, que puede contener un "núcleo sólido" de un solo alambre o hebras separadas en formas trenzadas o trenzadas.
Aunque su geometría suele ser cilíndrica, el alambre también puede tener secciones cuadradas, hexagonales, rectangulares aplanadas u otras, ya sea con fines decorativos o técnicos, como las bobinas de voz de alta eficiencia de los altavoces. Los muelles helicoidales enrollados en el borde, como el Slinky de juguete, están hechos de alambre aplanado especial.

## Historia

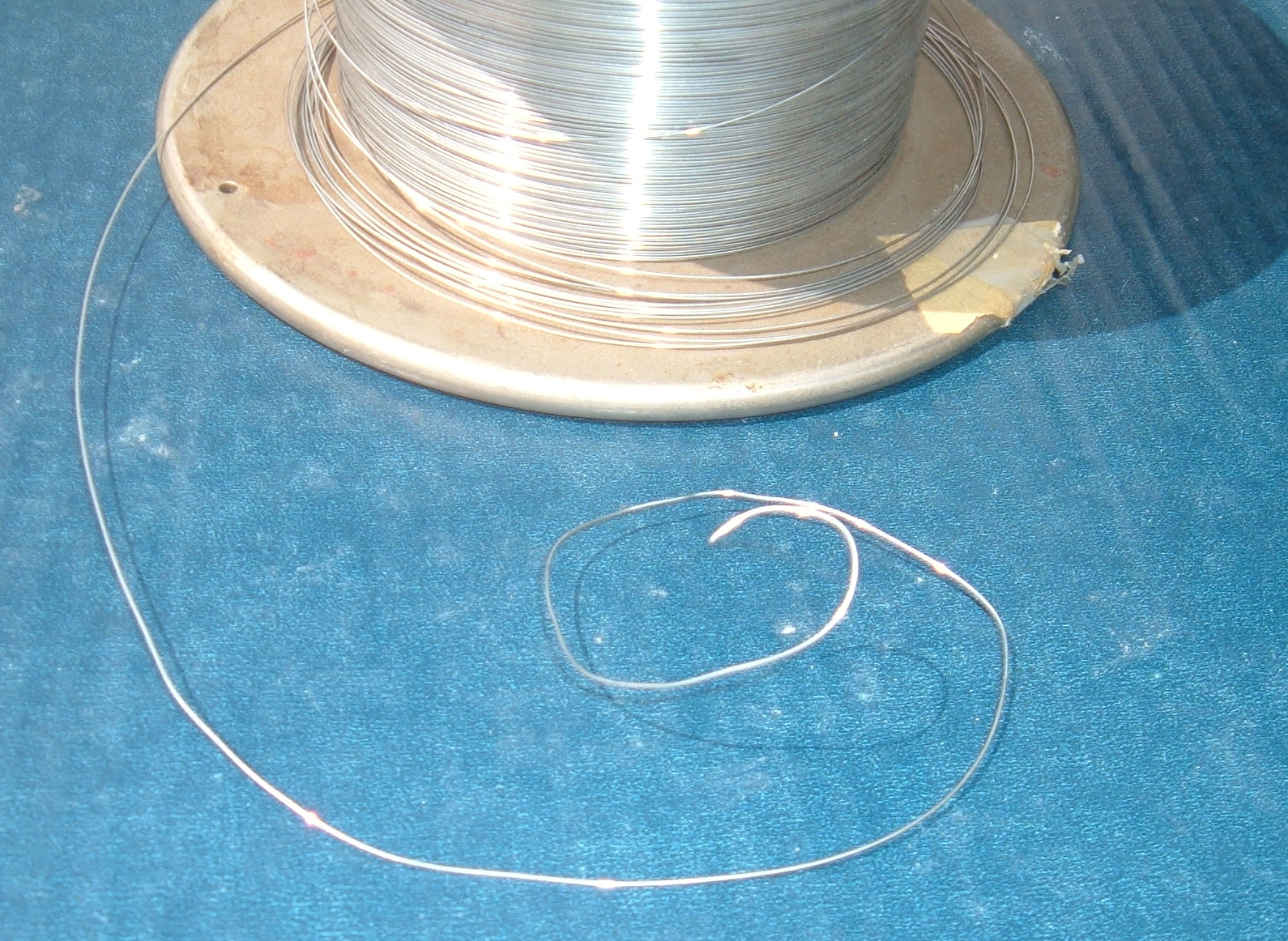
Rollo de alambre.

El alambre se emplea desde muchos siglos antes de nuestra era. En la antigüedad, las joyas a menudo contienen grandes cantidades de alambre en forma de cadenas y decoración aplicada que está hecha con precisión y que debe haber sido producida por algún medio eficiente, si no técnicamente avanzado. En algunos casos, las tiras cortadas de láminas de metal se convertían en alambre pasándolas a través de perforaciones en cuentas de piedra. Esto hace que las tiras se doblen sobre sí mismas para formar tubos delgados. El procedimiento de fabricación más antiguo consistía en batir láminas de metal hasta darles el espesor requerido, y cortarlas luego en tiras estrechas que se redondeaban a golpes de martillo para convertirlas en alambre. Dicho procedimiento se aplicó hasta mediados del siglo XIV. Sin embargo, en excavaciones arqueológicas se han encontrado alambres de latón de hace más de 2000 años que al ser examinados presentaron indicios de que su fabricación podría atribuirse al procedimiento de la hilera. Hilera es una plancha de metal, que posee varios agujeros de distintos diámetros. Al metal que se quiere convertir en alambre se le da primero la forma de una barra, y después se adelgaza y se saca punta a uno de los extremos de la barra para pasarla sucesivamente por los distintos agujeros de la hilera, de mayor a menor, hasta que la barra de metal quede convertida en alambre del grosor deseado.
Los alambres cuadrados y hexagonales posiblemente se fabricaron utilizando una técnica de estampado. En este método, se golpeaba una barra de metal entre bloques de metal acanalados, o entre un punzón y un yunque de metal acanalado. El estampado es de gran antigüedad, posiblemente data de principios del segundo milenio a. C. en Egipto y en la Edad del Bronce y la del Hierro en Europa para torques y peronés. Los alambres torcidos de sección cuadrada son una decoración de filigrana muy común en las primeras joyas de la civilización etrusca.
Aproximadamente a mediados del segundo milenio a. C., se introdujo una nueva categoría de tubo decorativo que imitaba una línea de gránulos. El verdadero alambre rebordeado, producido distorsionando mecánicamente un alambre de sección redonda, apareció en el Mediterráneo oriental e Italia en el siglo VII a. C., quizás difundido por los fenicios. El alambre con cuentas continuó utilizándose en joyería hasta los tiempos modernos, aunque en gran medida cayó en desgracia alrededor del siglo X EC cuando dos alambres redondos trefilados, retorcidos para formar lo que se denomina "cuerdas", proporcionaron una alternativa más sencilla de hacer. Un precursor del alambre con cuentas pueden ser las tiras y alambres con muescas que se produjeron por primera vez alrededor del 2000 a. C. en Anatolia.

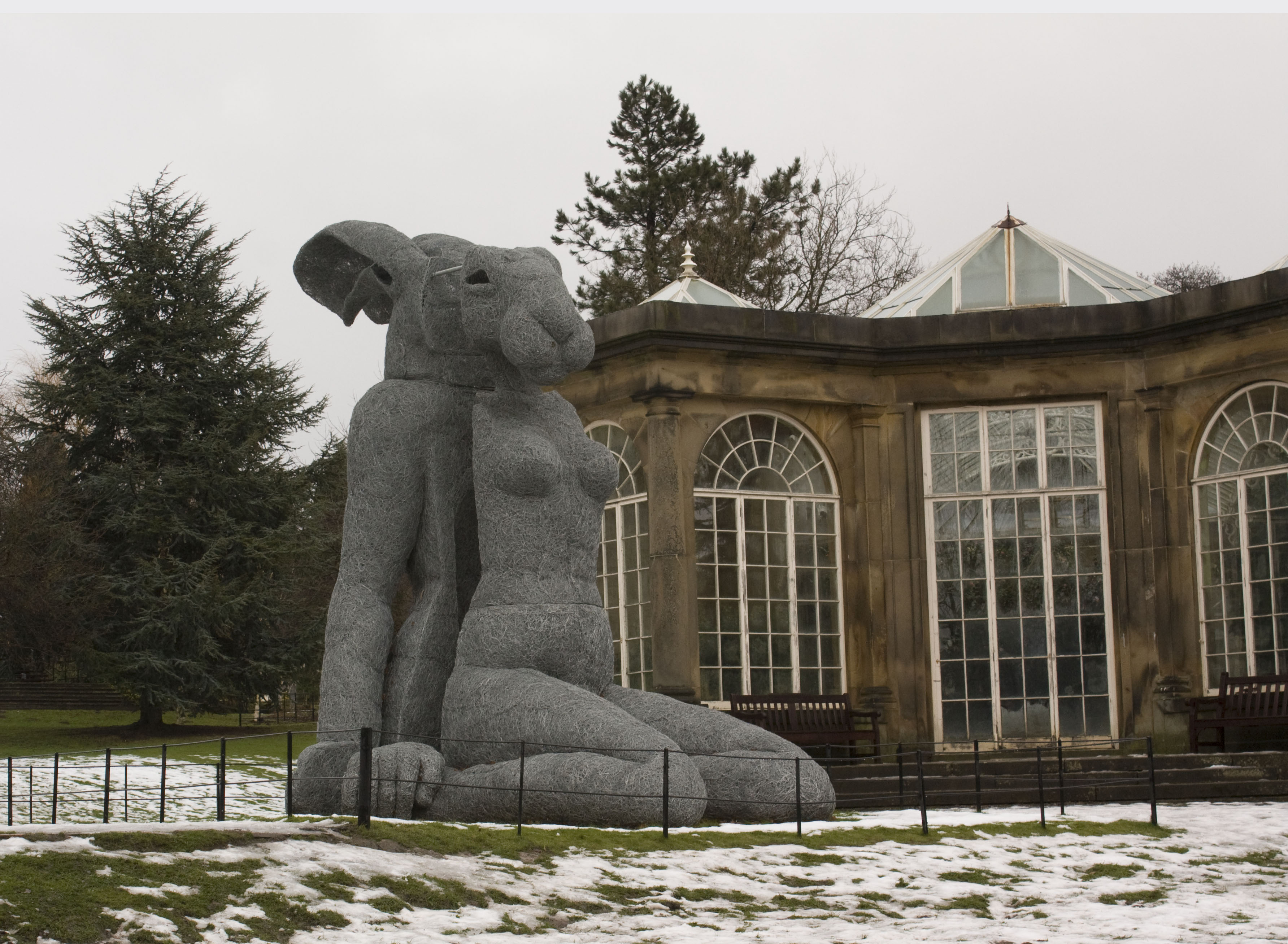
Escultura de alambre galvanizado de Sophie Ryder, Sitting, en el Yorkshire Sculpture Park

En Inglaterra se empezaron a producir alambres con la ayuda de maquinarias a mediados del siglo XIX. El alambre se utilizó para hacer tarjetas de lana y alfileres, bienes manufacturados cuya importación fue prohibida por Eduardo IV en 1463. En esta clase de máquinas, muy perfeccionadas posteriormente, basadas en el principio de la hilera, todas las operaciones son mecánicas y sustituyen con admirable rapidez y rendimiento el antiguo trabajo manual.
De acuerdo con una descripción de principios del siglo XX, "el alambre generalmente se estira de forma cilíndrica, pero se puede hacer de cualquier sección deseada variando el contorno de los orificios en la placa de tracción a través de la cual se pasa en el proceso de fabricación. La placa de dibujo o troquel es una pieza de hierro fundido duro o acero duro, o para trabajos finos puede ser un diamante o un rubí. El objeto de utilizar piedras preciosas es permitir que los dados se utilicen durante un período considerable sin perder su tamaño, y así producir alambre de diámetro incorrecto. Los dados de diamante se deben volver a perforar cuando hayan perdido su diámetro original del orificio, pero los troqueles de metal se vuelven a reducir al tamaño martillando el orificio y luego desplazándolo al diámetro correcto con un punzón".

## Características, usos y tratamientos

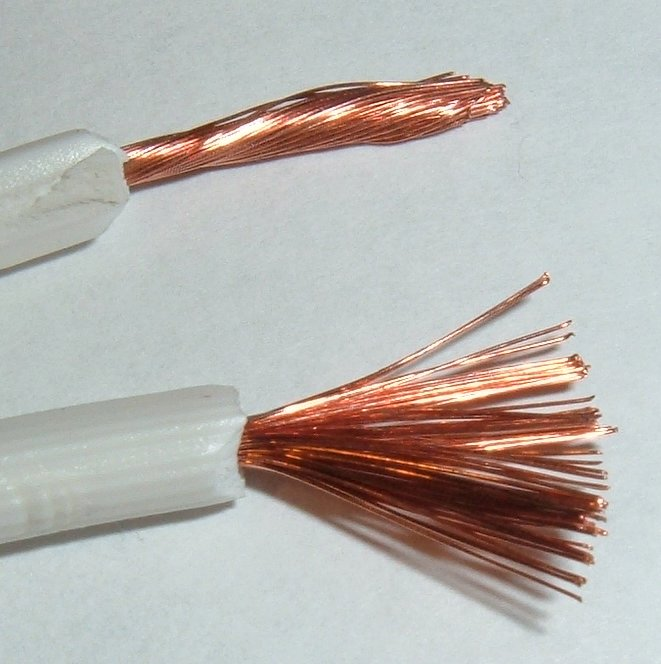
Alambre de cobre. Cable eléctrico.

Hay muchos tipos y calidades de alambre de acuerdo con las aplicaciones que tengan. Asimismo el diámetro del alambre es muy variable y no hay un límite exacto cuando un hilo pasa a denominarse varilla o barra en vez de alambre. La característica principal del alambre es que permite enrollarse en bobinas de diferentes longitudes que facilitan su manipulación y transporte.
El alambre de cobre se utiliza básicamente para fabricar cables eléctricos, así que el alambre más usado industrialmente es el que se hace de acero y de acero inoxidable.
El alambre normal de acero suele tener un tratamiento superficial de galvanizado para protegerla de la oxidación y corrosión y también hay alambre endurecido con proceso de temple.
No todos los metales y aleaciones metálicas poseen las propiedades físicas necesarias para fabricar un alambre útil. Los metales deben ser en primer lugar dúctiles y resistentes a la tensión, cualidad de la que depende principalmente la utilidad del alambre. Los metales más adecuados para formar alambre, que poseen casi la misma ductilidad, son el platino, la plata, el hierro, el cobre, el aluminio y el oro; y es sólo de éstos y de algunas de sus aleaciones con otros metales, principalmente latón y bronce, que se prepara el alambre.
Mediante un tratamiento cuidadoso, se puede producir un alambre extremadamente delgado. Sin embargo, el alambre para fines especiales está hecho de otros metales (por ejemplo, alambre de tungsteno para la bombilla y filamentos de tubo de vacío, debido a su alta temperatura de fusión). Los alambres de cobre también se recubren con otros metales, como estaño, níquel y plata para soportar diferentes temperaturas, proporcionar lubricación y facilitar la extracción del aislamiento de caucho del cobre.
Los alambres metálicos se utilizan a menudo para las "cuerdas" que producen el sonido de tono más bajo en los instrumentos de cuerda, como el violín, el violonchelo y la guitarra, e instrumentos de percusión. instrumentos de cuerda como pianos, dulcimers, dobros, y címbalos. Para aumentar la masa por unidad de longitud (y, por lo tanto, reducir aún más el tono del sonido), el cable principal a veces se puede envolver helicoidalmente o con otro hilo de cable más fino. Se dice que tales cuerdas musicales están "sobregiradas"; el cable agregado puede ser de sección transversal circular ("bobinado redondo") o aplanado antes de enrollarse ("bobinado plano").
Ejemplos incluyen:
- El "cable de conexión" es un cable aislado de calibre pequeño a mediano, sólido o trenzado, utilizado para hacer conexiones internas dentro de dispositivos eléctricos o electrónicos. A menudo está estañado para mejorar la soldabilidad.
- Unión de cables es la aplicación de cables microscópicos para hacer conexiones eléctricas dentro de componentes semiconductores y circuitos integrados.
- El "alambre magnético" es un alambre sólido, generalmente cobre, que, para permitir un enrollado más cerrado cuando se fabrican bobinas electromagnéticas, se aísla solo con barniz, en lugar del plástico más grueso u otro aislamiento comúnmente utilizado en cables eléctricos. Se utiliza para el devanado de motores, transformadores, inductores, generadores, bobinas de altavoces,  etc. (Para obtener más información sobre alambre magnético de cobre, consulte: Alambre y cable de cobre#Alambre magnético (alambre de bobinado).).
- Cable coaxial es un cable que consiste en un conductor interno, rodeado por una capa aislante tubular típicamente hecha de un material flexible con una alta constante dieléctrica, todo el cual luego está rodeado por otra capa conductora (típicamente de alambre tejido fino para mayor flexibilidad, o de una lámina metálica delgada), y luego finalmente se cubre de nuevo con una fina capa aislante en el exterior. El término coaxial proviene del conductor interno y el blindaje externo que comparten el mismo eje geométrico. Los cables coaxiales se utilizan a menudo como línea de transmisión para señales de radiofrecuencia. En un cable coaxial ideal hipotético, el campo electromagnético que transporta la señal existe solo en el espacio entre los conductores interior y exterior. Los cables prácticos logran este objetivo en gran medida. Un cable coaxial brinda protección adicional a las señales contra la interferencia electromagnética externa y guía eficazmente las señales con baja emisión a lo largo del cable, lo que a su vez afecta el calor térmico dentro de la conductividad del cable.
- El "cable de altavoz" se utiliza para realizar una conexión eléctrica de baja resistencia entre los altavoces y los amplificadores de audio. Algunos cables de altavoces modernos de gama alta consisten en múltiples conductores eléctricos aislados individualmente con plástico, similar al cable Litz.
- Cable de resistencia es un cable con una resistividad más alta de lo normal, a menudo se usa para resistencias de calentadoras o para fabricar resistencias con alambre enrollado. El alambre de nicromo es el tipo más común.

## Como hilo de cobre esmaltado
En el alambre de hilo de cobre esmaltado, el cobre es trefilado en frío y tiene una pureza del 99% (cobre electrolítico, norma UNE 20 003) y el esmalte es resinoso (poliuretano modificado con poliéster, poliuretano, poliesteramida-theic, poliesteremida-theic Amida-Imida) lo que le da al aislamiento eléctrico posibilidades de mejorar algunas características (normas UNE EN 60317-20,-8,-13,-35,-38).

### Coberturas
Existen varios tipos de coberturas para alambre, algunas dan resistencia a altas temperaturas (hasta 200 °C, índice de temperatura a 20.000 horas CEI-IEC-172), otras dan alta flexibilidad, sin quebrar en curvaturas con diámetros pequeños, otras son dotadas de colas de poliamida termoadherente, que al calentarse unen un alambre a otro sin perder el aislamiento y forman un paquete rígido, aunque los bobinados queden expuestos a la vista (yoke o yugo de tubo de TV, bobinas deflectoras de TV). Existen también coberturas de esmalte resistentes al hexafluorocarbono (freón), que es usado frecuentemente como gas circulante en compresores de refrigeradores, neveras, frigoríficos, heladeras, acondicionadores de aire y como disolvente y limpiador industrial.

Recientemente y para suplir con éxito al rubro electricidad liviana, embarcada especialmente para uso aeronaval, se desarrollaron los hilos de aluminio esmaltados, con pérdidas eléctricas mayores pero que bajan el peso a la mitad para la misma potencia requerida.

## Tipos y aplicaciones
Entre las aplicaciones más importantes del alambre de acero se destacan las siguientes:
- Muelles y resortes

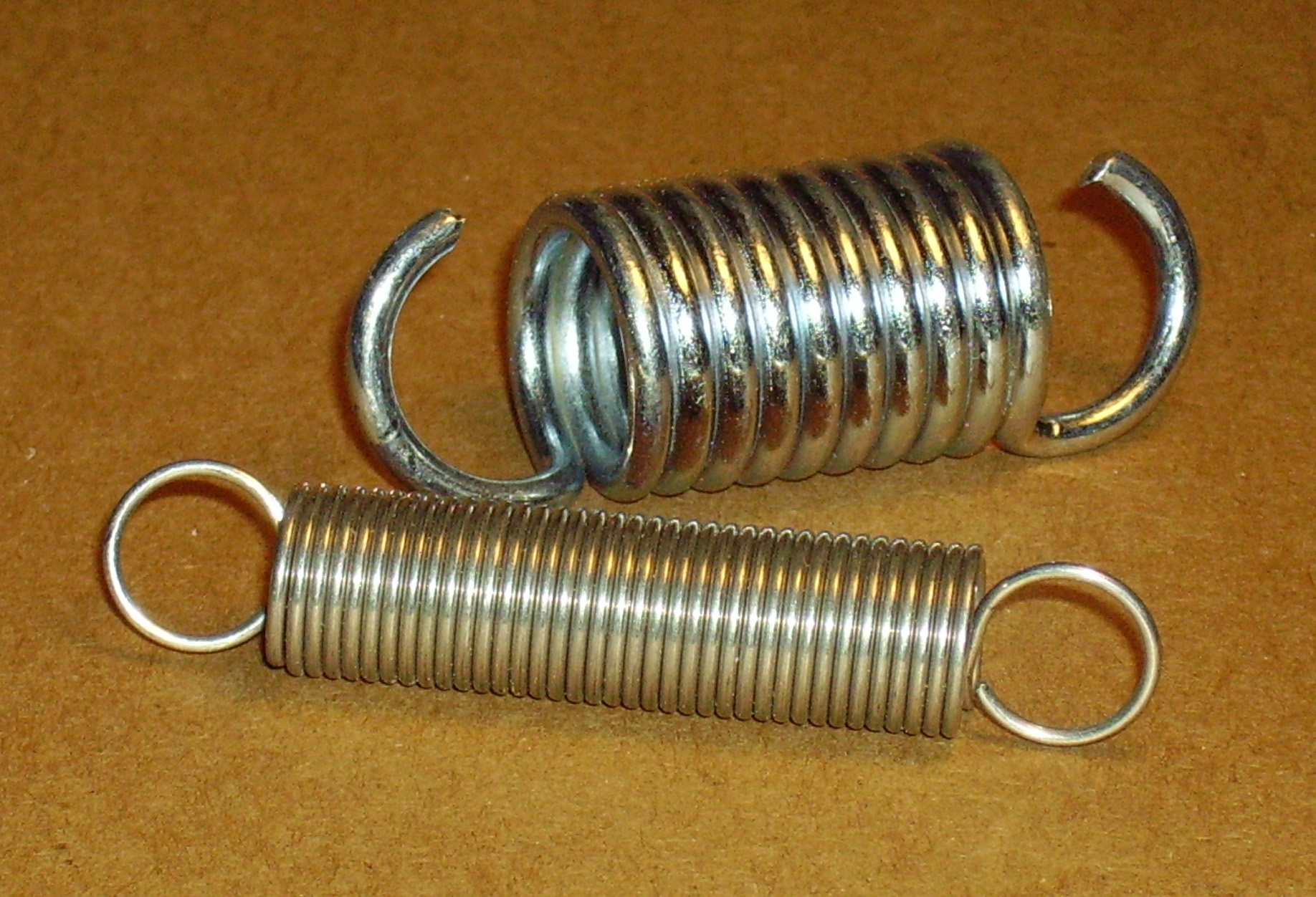
Muelles de tracción.

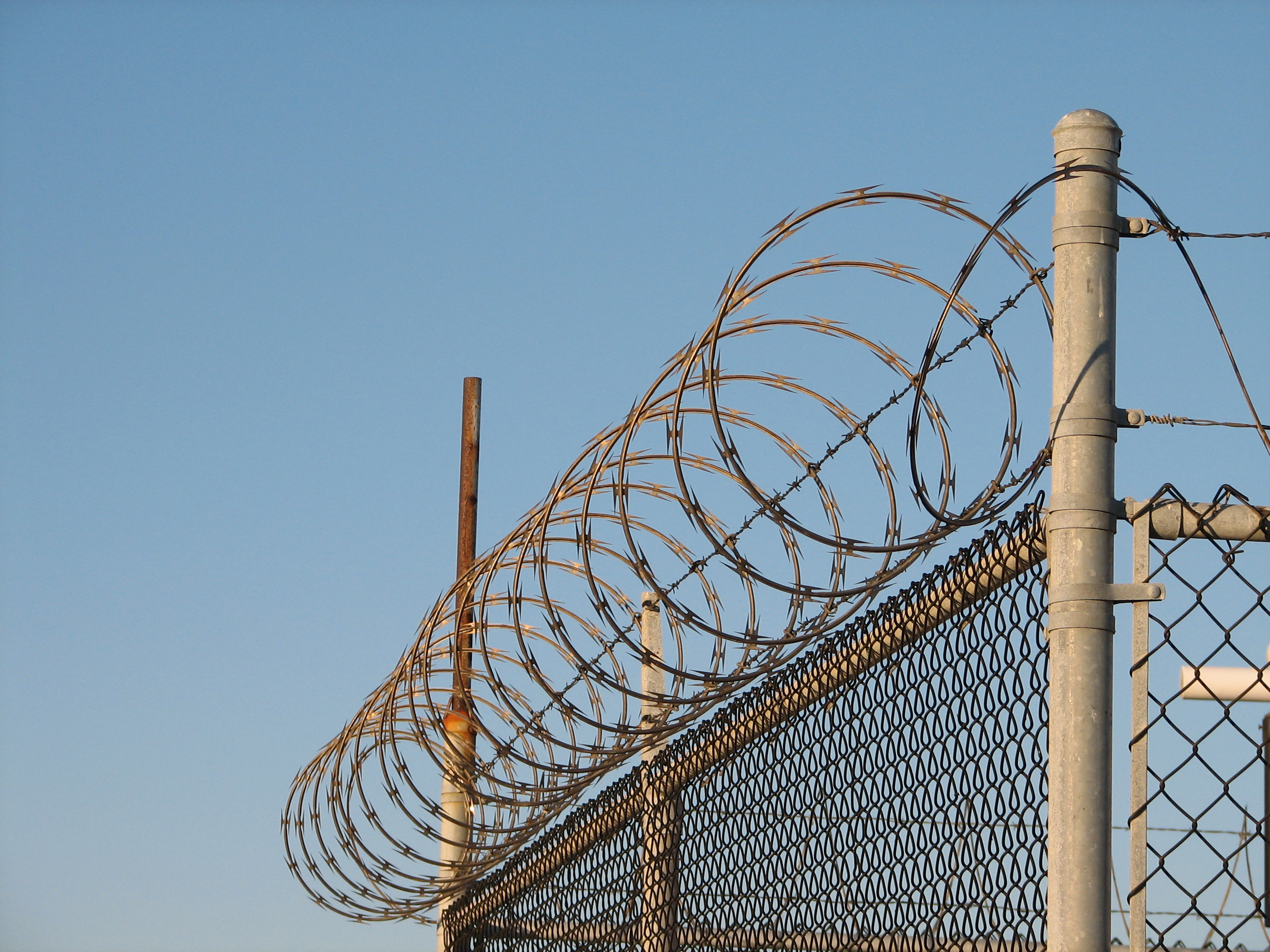
Alambrada defensiva.

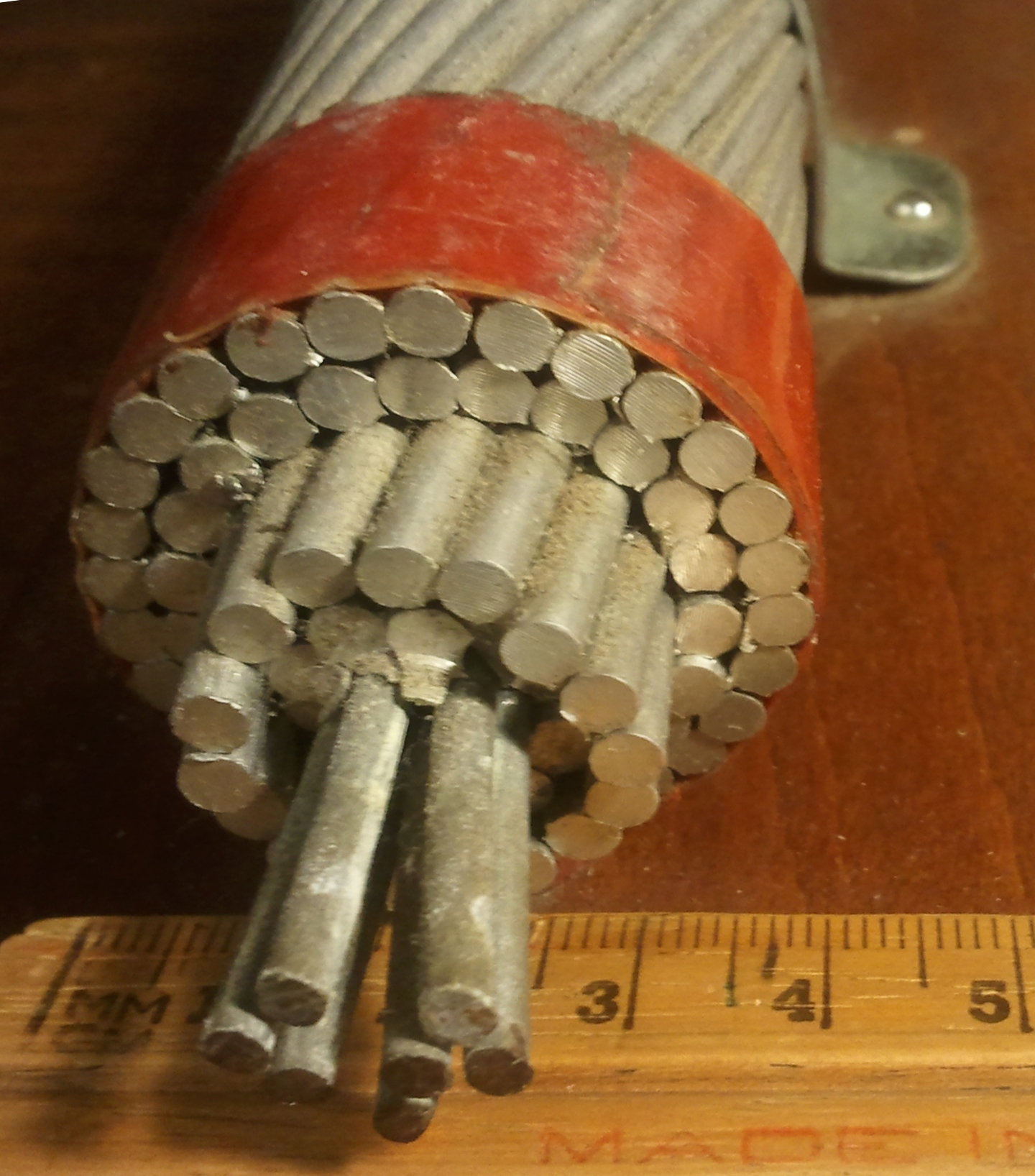
Cableado eléctrico aéreo par conducción de electricidad en alto voltaje. El conductor está formado por siete hilos de acero (centro, con alta resistencia a la tracción), rodeados por cuatro capas exteriores de aluminio (de alta conductividad). Diámetro de la muestra 40 mm.

- Alambrados espinados de fincas y edificios
- Vallado en malla, rodeando fincas, edificios, etc
- Cables de aceros para sujetar elementos sometidos a tracción (ascensores, grúas, etc.)
- Alambre recocido de fácil manipulación, para usos varios
- Alambre corrugado para fabricar materiales de construcción
- Alambre cromado o galvanizado para aplicaciones a la intemperie
- Alambre especial lubricado para formar bobinas de gran tamaño
- Alambre endurecido de alto contenido en carbono
- Alambre de acero inoxidable para aplicaciones especiales

## Producción

Concepto de trefilado de alambre.

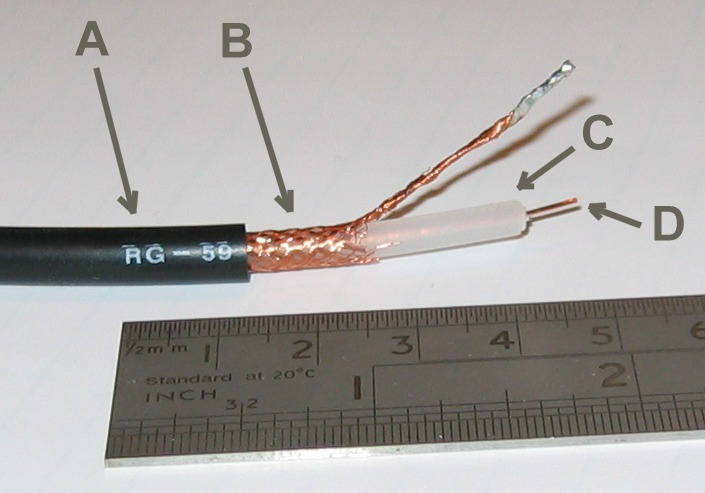
Cable coaxial, un ejemplo de alambre revestido y aislado.

A menudo, el alambre se produce mediante reducción hasta alcanzar el diámetro y las propiedades deseados mediante trefilado repetido a través de matrices cada vez más pequeñas o, tradicionalmente, de orificios en placas de trefilado. Tras varias pasadas, el alambre puede ser recocido para facilitar su trefilado o, si se trata de un producto acabado, para maximizar su ductilidad y conductividad.
Los cables eléctricos suelen recubrirse con materiales aislantes, como plástico, polímeros similares al caucho o barniz. Hoy en día, el aislamiento y revestimiento de los hilos y cables se hace pasándolos por una extrusora. Antiguamente, los materiales utilizados para el aislamiento incluían tela o papel tratados y diversos productos derivados del petróleo. Desde mediados de los años 60 del siglo XX, predominan el plástico y los polímeros con propiedades similares al caucho.
Se pueden envolver concéntricamente dos o más alambres, separados por aislamiento, para formar un cable coaxial. El alambre o cable se puede proteger adicionalmente con sustancias como parafina, algún tipo de conservante, betún, plomo, vaina de aluminio o cinta de acero. Las máquinas para enrollar o cubrir enrollan el material en un alambre que pasa rápidamente. Algunas de las máquinas de recubrimiento de algodón más pequeñas tienen un tambor grande que atrapa el alambre y lo mueve a través de engranajes; el alambre pasa por el centro de los discos colocados sobre la cama larga, cada disco lleva un cierto número de bobinas, que varían de seis a doce o más, en diferentes máquinas. El material de recubrimiento se enrolla en cada bobina y el extremo se conduce al alambre, que ocupa una posición central en relación con las bobinas; cuando estos últimos giran con sus discos a una velocidad adecuada, el algodón se coloca sobre el alambre, enrollado en espiral para superponerse. Si se requieren muchos hilos, los discos se multiplican, de modo que se pueden transportar hasta sesenta carretes, y se coloca un segundo juego de cables sobre el primero.
Para cables más pesados utilizados para electricidad, así como para cables submarinos, las máquinas tienen una construcción ligeramente diferente. El alambre todavía se transporta a través de un eje hueco, pero los carretes o bobinas de material de cobertura se colocan con sus husillos en ángulo recto con el eje del alambre y se encuentran en una jaula circular que gira sobre rodillos debajo. Diferentes hilos provenientes del carrete en diferentes partes de la circunferencia de la jaula conducen al disco al final del eje hueco. Este disco tiene unas perforaciones por donde pasa cada uno de los hilos, desde allí se enrolla inmediatamente sobre el cable, que en este punto se desliza por el rodamiento. Se utilizan engranajes dentados que tienen ciertas proporciones dadas para hacer que el tambor de bobinado del cable y la jaula del carrete giren a velocidades relativas correspondientes que no varían. Las jaulas se multiplican para enrollar con muchas tiras o hilos, de modo que la máquina puede tener seis carretes en una jaula y doce en la otra.